# Danae (obraz Rembrandta)
Danae – obraz Rembrandta, który powstał w roku 1636, a później kilkakrotnie był przemalowywany przez Rembrandta. Znajdował się w słynnej kolekcji Pierre’a Crozata, która w 1772 została zakupiona przez Katarzynę II za pośrednictwem Denisa Diderota. Od tego czasu znajduje się w Ermitażu w Sankt Petersburgu.
Inspirowany jest obrazami Tycjana. Dzieło przedstawia mityczną piękność Danae. 15 czerwca 1985 zostało oblane kwasem i dwukrotnie pocięte nożem przez szaleńca. Praktycznie cała środkowa część została poważnie uszkodzona, w związku z czym obraz wycofano z ekspozycji i uznano za zniszczony. Jednakże żmudne i długotrwałe prace konserwatorskie pozwoliły na jego odrestaurowanie i ponowne udostępnienie w 1998.